# Drepanogynis rubriceps
Drepanogynis rubriceps là một loài bướm đêm trong họ Geometridae.